# Lee Grant
Lee Grant, właśc. Lyova Haskell Rosenthal (ur. 31 października 1927 w Nowym Jorku) – amerykańska aktorka filmowa, teatralna i telewizyjna oraz reżyserka. Laureatka Oscara za drugoplanową rolę w filmie Szampon (1975). Była również trzykrotnie nominowana do tej nagrody.

## Życiorys

### Wczesne lata
Urodziła się w Nowym Jorku jako córka żydowskich imigrantów z Europy Wschodniej – aktorki/nauczycielki Witii (z domu Haskell), i pośrednika w handlu nieruchomościami A. W. Rosenthala. Jej ojciec urodził się w rodzinie polsko-żydowskich imigrantów, a matka w rodzinie rosyjsko-żydowskich imigrantów.

### Kariera
Jej pseudonim artystyczny Lee Grant powstał od dwóch nazwisk generałów wojny secesyjnej. Zadebiutowała w wieku 4 lat w przedstawieniu L’Oracolo w Metropolitan Opera. Uczęszczała na zajęcia taneczne i aktorskie pod kierunkiem Sanforda Meisnera. W szkole średniej otrzymała stypendium teatralne z Neighborhood Playhouse School.
Jako nastolatka pojawiła się na scenie Broadwayu i za postać młodej złodziejaszki sklepowej w sztuce Opowieści o detektywie (Detective Story) otrzymała nagrodę koła krytyków teatralnych.
Zadebiutowała na dużym ekranie rolą młodej złodziejaszki sklepowej w dramacie kryminalnym noir Opowieści o detektywie (Detective Story, 1951) z Kirkiem Douglasem, za którą otrzymała nagrodę na Festiwalu Filmowym w Cannes i zdobyła nominacje do Oscara i Złotego Globu. Rola Stelli Chernak w operze mydlanej ABC Peyton Place (1965-66) przyniosła jej nagrodę Emmy.
Jej rola Joyce Enders w komediodramacie Właściciel (The Landlord, 1970) była nominowana do Oscara i Złotego Globu. Za drugoplanową kreację Felicii Carp w melodramacie Szampon (Shampoo, 1975) u boku Warrena Beatty, Julie Christie i Goldie Hawn została uhonorowana nagrodą Oscara. Kolejną nominację do Oscara i Złotego Globu otrzymała za postać Lillian Rosen w dramacie wojennym Przeklęty rejs (Voyage of the Damned, 1976) z Faye Dunaway i Katharine Ross.
Zagrała potem w komedii Charlie Chan i klątwa Dragon Queen (Charlie Chan and the Curse of the Dragon Queen, 1981) z Peterem Ustinov, Michelle Pfeiffer i Angie Dickinson, komedii romantycznej Roberta Altmana Dr T. i kobiety (Dr. T & the Women, 2000) u boku Richarda Gere’a, Helen Hunt, Farrah Fawcett i Shelley Long oraz dreszczowcu Davida Lyncha Mulholland Drive (Mulholland Dr., 2001) z Naomi Watts i Justinem Theroux.
W latach 1951–1960 była żoną scenarzysty Arnolda Manoffa, z którym ma córkę aktorkę Dinah Manoff (ur. 25 stycznia 1958 w Nowym Jorku). W 1970 poślubiła producenta Josepha Feury.

## Filmografia

### filmy fabularne
- 1951: Opowieści o detektywie (Detective Story) jako złodziejka
- 1955: Storm Fear jako Edna
- 1958: Where Is Thy Brother? jako Hannah
- 1959: W środku nocy (Middle of the Night) jako Marilyn
- 1959: The World of Sholom Aleichem jako Avenging Angel
- 1963: The Balcony jako Carmen
- 1963: An Affair of the Skin jako Katherine McCleod
- 1966: Terror in the City jako Suzy
- 1967: Dolina lalek (Valley of the Dolls) jako Miriam Polar
- 1967: W upalną noc (In the Heat of the Night) jako Leslie Colbert
- 1967: Rozwód po amerykańsku (Divorce American Style) jako Dede Murphy
- 1968: Dobranoc, signora Campbell (Buona Sera, Mrs. Campbell) jako Fritzie Braddock
- 1969: Uwięzieni w kosmosie (Marooned) jako Celia Pruett
- 1969: The Big Bounce jako Joanne
- 1970: Night Slaves jako Marjorie Howard
- 1970: Właściciel (The Landlord) jako Joyce Enders
- 1970: Był sobie łajdak (There Was a Crooked Man...) jako pani Bullard
- 1971: The Neon Ceiling jako Carrie Miller
- 1971: Apartament w Hotelu Plaza (Plaza Suite) jako Norma Hubley
- 1971: Robert Young and the Family jako aktorka
- 1972: Lieutenant Schuster's Wife jako Ellie Schuster
- 1972: Kompleks Portnoya (Portnoy's Complaint) jako Sophie Portnoy
- 1973: Partners in Crime jako Judge Meredith Leland
- 1973: What Are Best Friends For? jako Adele Ross
- 1973: The Shape of Things
- 1974: Zabójczy projekt jako Jean Robertson
- 1975: The Seagull jako Irina Arkadina
- 1975: Szampon (Shampoo) jako Felicia Karpf
- 1976: Przeklęty rejs (Voyage of the Damned) jako Lillian Rosen
- 1976: Perilous Voyage jako Virginia Monroe
- 1977: The Spell jako Marilyn Matchett
- 1977: Port lotniczy ’77 (Airport '77) jako Karen Wallace
- 1978: The Mafu Cage jako Ellen
- 1978: Rój (The Swarm) jako Anne MacGregor
- 1978: Omen II (Damien: Omen II) jako Ann Thorn
- 1978: The Good Doctor różne role
- 1979: You Can't Go Home Again jako Esther Jack
- 1979: When You Comin' Back, Red Ryder? jako Clarisse Ethridge
- 1980: Słodki zakład (Little Miss Marker) jako sędzia
- 1981: Charlie Chan i klątwa Dragon Queen (Charlie Chan and the Curse of the Dragon Queen) jako Sylvia Lupowitz
- 1981: Twarz za milion dolarów (The Million Dollar Face) jako Evalyna
- 1981: For Ladies Only jako Anne Holt
- 1982: Godziny odwiedzin (Visiting Hours) jako Deborah Ballin
- 1982: Thou Shalt Not Kill jako Maxine Lochman
- 1982: Bare Essence jako Ava Marshall
- 1983: Czy naprawdę nadejdzie poranek? (Will There Really Be a Morning?) jako Lillian Farmer
- 1984: Nauczyciele (Teachers) jako dr Donna Burke
- 1984: Billions for Boris jako Sascha Harris
- 1987: Wielkie miasto (The Big Town) jako Ferguson Edwards
- 1989: The Hijacking of the Achille Lauro jako Marilyn Klinghoffer
- 1990: Upokorzenie (She Said No) jako D.A. Doris Cantore
- 1991: W obronie życia (Defending Your Life) jako Lena Foster
- 1992: Prawo odwetu (In My Daughter's Name) jako Maureen Leeds
- 1992: Obywatel Cohn (Citizen Cohn) jako Dora Cohn
- 1992: Fatalna miłość (Something to Live for: The Alison Gertz Story) jako Carol Gertz
- 1996: Moje przyjęcie (It's My Party) jako Amalia Stark
- 1996: Sedno sporu (The Substance of Fire) jako Cora Cahn
- 1996: Under Heat jako Jane
- 1998: Poor Liza
- 2000: Rodzina Amati (The Amati Girls) jako Ciotka Spendora
- 2000: Dr T. i kobiety (Dr T and the Women) jako dr Harper
- 2001: Mulholland Drive (Mulholland Dr.) jako Louise Bonner
- 2005: Shopping! (Going Shopping) jako Winnie

### Seriale telewizyjne
- 1950: Actor's Studio
- 1950–1954: Danger
- 1952: Studio One
- 1953: Broadway Television Theatre
- 1953: ABC Album
- 1953−1954: Search for Tomorrow jako Rose Peterson #1
- 1955: The Philco Television Playhouse
- 1955−1958: Kraft Television Theatre
- 1956: Playwrights '56 jako Helen Cartwright
- 1956: The Alcoa Hour jako Lennie Converse
- 1959: Brenner jako Addie Palmer
- 1959−1960: Play of the Week jako Anioł
- 1961: Great Ghost Tales jako Lucy Morrison
- 1962: Slattery's People jako Vera Donlon
- 1963: East Side/West Side jako Nora Best
- 1964: Slattery's People jako Vera Donlon
- 1964: Ben Casey jako Diedre Bassett / Anita Johnson
- 1964: Ścigany (The Fugitive) jako Millie Hallop
- 1964: Festival jako Lizzie
- 1963–1965: The Defenders jako Maria Edwards / Norma Burgess
- 1963–1965: The Nurses jako Cleo Tanner / Lillian Carroll / Doris Kelly
- 1965: For the People jako Carol
- 1965–1966: Peyton Place jako Stella Chernak
- 1966: ABC Stage 67 jako Laura / Ruth
- 1967: Ironside jako Francesca Kirby
- 1967: Bob Hope Presents the Chrysler Theatre jako Virginia Cloyd
- 1967: The Big Valley jako Rosemary Williams
- 1968: Mission: Impossible jako Susan Buchanan
- 1968: Judd, for the Defense jako Kay Gould
- 1969: Medical Center jako Karen Harper
- 1970: The Name of the Game jako Eddie Booker
- 1970: Bracken's World jako Veronica Steele
- 1970: The Mod Squad jako Anna Lisa Bell
- 1971: Storefront Lawyers jako Jennifer Carlyle
- 1971: Columbo jako Leslie Williams
- 1975–1976: Fay jako Fay Stuart
- 1979: Backstairs at the White House jako Grace Coolidge
- 1984: One Day at a Time jako Ellie
- 1985: Mussolini: Historia nieznana (Mussolini: The Untold Story) jako Rachele Mussolini
- 1992: Empty Nest jako Ciotka Susan
- 1995–2000: American Masters jako narrator

## Nagrody
| Rok  | Nagroda                    | Kategoria                                             | Film                          |
| ---- | -------------------------- | ----------------------------------------------------- | ----------------------------- |
| 1952 | Nagroda na 5. MFF w Cannes | Najlepsza aktorka                                     | Opowieści o detektywie (1951) |
| 1966 | Nagroda Emmy               | Najlepsza aktorka drugoplanowa w serialu dramatycznym | Peyton Place (1965)           |
| 1971 | Nagroda Emmy               | Najlepsza aktorka pierwszoplanowa                     | The Neon Ceiling (1971)       |
| 1976 | Nagroda Akademii Filmowej  | Najlepsza aktorka drugoplanowa                        | Szampon (1975)                |